# Campeonato Mundial de Gimnasia Artística de 1950
El XII Campeonato Mundial de Gimnasia Artística se celebró en Basilea (Suiza) entre el 14 y el 16 de julio de 1950 bajo la organización de la Federación Internacional de Gimnasia (FIG) y la Federación Suiza de Gimnasia.

## Resultados

### Masculino
| Evento                 | Oro | Plata | Bronce |
| ---------------------- | --- | --- | --- |
| Concurso completo ind. | Walter Lehmann · Suiza · 143,30 pts. | Marcel Adatte · Suiza · 141,00 pts. | Olavi Rove · Finlandia · 140,80 pts.                                                                                               |
| Suelo                  | Joseph Stalder · Suiza / · Ernst Gebendinger · Suiza · 19,25                                                                                            | | Raymond Dot Francia 19,20 |
| Caballo con arcos      | Joseph Stalder · Suiza · 19,70 | Marcel Adatte · Suiza · 19,35 | Walter Lehmann · Suiza · 19,05 |
| Anillas                | Walter Lehmann · Suiza · 19,60 | Olavi Rove · Finlandia · 19,30 | Hans Eugster · Suiza · 19,20 |
| Salto de potro         | Ernst Gebendinger · Suiza · 19,45 | Olavi Rove · Finlandia · 19,35 | Walter Lehmann · Suiza · 19,30 |
| Paralelas              | Hans Eugster · Suiza · 19,85 | Olavi Rove · Finlandia · 19,45 | Raymond Dot Francia 19, 35 |
| Barra fija             | Paavo Aaltonen · Finlandia · 19,45 | Vaikko Huthanen · Finlandia · 19,40 | Walter Lehmann · Suiza / · Joseph Stalder · Suiza · 19,35                                                                          |
| Concurso por equipos   | Suiza · Marcel Adatte · Hans Eugster · Ernst Gebendinger · Jack Günthard · Walter Lehmann · Josef Stalder · Melchior Thalmann · Jean Tschabold · 852,25 | Finlandia · Paavo Aaltonen · Veikko Huhtanen · Kalevi Laitinen · Kaino Lempinen · Olavi Rove · Heikki Savolainen · Esa Seeste · Kalevi Viskari · 838,50 | Francia Alphonse Anger Raymond Badin Marcel de Wolf Raymond Dot Lucien Masset Michel Mathiot Gilbert Pruvost André Weingand 807,85 |

### Femenino
| Evento                 | Oro | Plata | Bronce |
| ---------------------- | --- | --- | --- |
| Concurso completo ind. | Helena Rakoczy · Polonia · 94,016 pts. | Anna Petersson · Suecia · 91,700 pts. | Gertchen Kolar · Austria · 91,000 pts. |
| Suelo                  | Helena Rakoczy · Polonia · 23,166 | Tereza Kocis Yugoslavia 23,033 | Stefania Reindlowa · Polonia · 23,000 |
| Salto de potro         | Helena Rakoczy · Polonia · 23,566 | Gertchen Kolar · Austria · 23,466 | Alexandrine Lemoine Francia 23,400 |
| Barras asimétricas     | Gertchen Kolar · Austria / · Anna Petersson · Suecia · 24,000                                                                                                   | | Helena Rakoczy · Polonia · 23,850 |
| Barra                  | Helena Rakoczy · Polonia · 23,433 | Marja Nutti · Italia · 23,333 | Licia Macchini · Italia · 23,200 |
| Concurso por equipos   | Suecia · Evy Berggren · Vanja Blomberg · Karin Lindberg · Gunnel Ljungström · Hjördis Nordin · Ann-Sofi Pettersson · Gota Pettersson · Ingrid Sandahl · 607,500 | Francia Ginette Durand Colette Hué Madeleine Jouffroy Alexandrine Lemoine Liliane Montagne Christine Palau Irène Pittelioen Jeanette Vogelbacher 598,766 | Italia · Renata Bianchi · Licia Macchini · Laura Micheli · Anna Monlarini · Marja Nutti · Elena Santoni · Liliana Scaricabarozzi · Lilia Torriani · 594,250 |

## Medallero
| Núm. | País       | Oro | Plata | Bronce | Total |
| ---- | ---------- | --- | ----- | ------ | ----- |
| 1    | Suiza      | 8   | 2     | 5      | 15    |
| 2    | Polonia    | 4   | 0     | 2      | 6     |
| 3    | Suecia     | 2   | 1     | 0      | 3     |
| 4    | Finlandia  | 1   | 5     | 1      | 7     |
| 5    | Austria    | 1   | 1     | 1      | 3     |
| 6    | Francia    | 0   | 1     | 4      | 5     |
| 7    | Italia     | 0   | 1     | 2      | 3     |
| 8    | Yugoslavia | 0   | 1     | 0      | 1     |
|      | TOTAL      | 16  | 12    | 15     | 43    |